# Grad Den Halder
Grad Den Halder je grad v središču Valkenburga v Južnem Limburgu. Grad, ki se nahaja neposredno na reki Geulu, je nastal iz srednjeveškega obrambnega stolpa, ki je bil del utrdb Valkenburga. Stavba je nacionalni spomenik in je tudi del Buitengoed Geul &amp; Maas .

## Poimenovanje
Ime Den Halder izhaja iz besede "holder", kar pomeni, da je bil obrambni stolp namenjen zaustavitvi sovražnika.

## Zgodovina
Den Halder se prvič omenja kot trdnjavski stolp v listini iz leta 1381 vojvode Brabantskega, ki je po večtedenskem obleganju osvojil Valkenburg. Prvi prebivalec, znan po imenu, je Peter Ellerhornski, omenjen leta 1573. Den Halder je bil očitno že naseljen obrambni stolp ali utrdba. Pravi grad je Den Halder postal šele v začetku 17. stoletja, predvsem zaradi velikih prenov, ki jih je leta 1635 izvedel Gerard Meerski. V sklopu gradu je bila kmetija, oljarna, velik sadovnjak in druga zemljišča ter več ribnikov.
Leta 1739 je maastrichtski svetnik Peter Boomhouwer kupil grad od družine Meerskih in ga nato prodal županu Wezeta. Leta 1772 je grad kupil Henrik Pelerin, sin maastrichtskega zdravnika in profesorja Adriena Pelerina, ki pa je okoli leta 1789 odšel v Anglijo. Leta 1804 ga je rodbina Pallandtskih, znana v Limburgu, prodala Bertrandu Loiselu, Francozu, ki je bil v francoskem obdobju maire (župan) v Valkenburgu. Tudi oljarna in mlin za moko na Lindenlaanu, ki je pripadal gradu, sta prišla v Loiselove roke in bila pod njegovim vodstvom obnovljena. Od takrat je mlin znan kot Francoski Mlin.
Ker se je Valkenburg v 19. stoletju razvil v počitniški in zdraviliški kraj, je bila velika potreba po gradbenih zemljiščih za hotele in podeželske hiše. Amsterdamsko razvojno podjetje Bouwmaatschappij Valkenburg je kupilo grad in okolico. Čez Geul so zgradili asfaltirane ceste in mostove, kar je območju dalo 'urbani' videz. Del je odkupila občina in ga uredila kot park Oda. Novi lastniki gradu so postali Valkenburški Habeti, ki so ga dali temeljito obnoviti. Kasneje sta bili lastniki družini De Casalette in Rooding, grad pa so uporabljali kot pisarno. Med drugo svetovno vojno je utrpel precejšnjo škodo. Po vojni je grad odkupila občina in ga obnovila. Postal je dom regionalnega muzeja Valkenburga in nato deželnega turističnega urada Limburga.
Med poplavami julija 2021 je visoka voda prizadela tudi grad Den Halder, ki se nahaja tik ob Geulu. Po umiku vode je v noči s 16. na 17. julij 2021 v gradu zagorelo. Požar so dokaj hitro pogasili gasilci. Vzrok je bil kratek stik po vklopu zasilnih agregatov za napajanje. V požaru je bila poškodovana veža s hrastovim stopniščem. Vse pisarne v stavbi so bile poškodovane s sajami.

## Opis
Grad Den Halder se nahaja ob reki Geul, reka teče mimo zunanje fasade gradu. Grad je bil zgrajen iz limburškega laporja in je sestavljen iz pravokotne stavbe, ki je bila leta 1635 dodana obrambnemu stolpu iz 15. stoletja. Ta stolp Halder je kvadratna utrdba, ki je kasneje služila kot stopniščni stolp. Večina gradu iz 17. stoletja je bila spremenjena v 18. stoletju. Ob gradu je javni mestni park Halderpark, ki so ga leta 2014 rekonstruirali, med drugim tudi zato, da bi ponovno postal viden mestni kanal.
- Vzhodna stran gradu
- Rečna stran
- Jugozahodna stran
- Stolp Halder
- Halderska vrata